# Paul-François Guersy
Paul-François Guersy est un homme politique français né le 3 août 1880 à Saint-Omer (Pas-de-Calais) et décédé le 29 avril 1942 à Cahors (Lot).
Maraîcher à Saint-Omer, il est conseiller municipal de 1919 à 1929 et député du Pas-de-Calais de 1928 à 1932, siégeant sur les bancs radicaux. 

## Sources
- « Paul-François Guersy », dans le Dictionnaire des parlementaires français (1889-1940), sous la direction de Jean Jolly, PUF, 1960 [détail de l’édition]